# Choulex
Choulex je obec na jihozápadě Švýcarska, v kantonu Ženeva. Žije zde přibližně 1 200 obyvatel.

## Geografie
Obec se nachází jižně od Ženevského jezera, asi 7 kilometrů severovýchodně od Ženevy. Zahrnuje hlavní obec Choulex a vesnice Bonvard, Briffod, Chevrier, La Capite a Miolan. Sousedními obcemi jsou Collonge-Bellerive, Meinier, Presinge, Puplinge a Vandœuvres.

## Historie
Místní názvy a roztroušené archeologické nálezy dokládají osídlení již v římské době, a to navzdory bažinám na planině u Seymaz, které byly odvodněny až v roce 1919. První zmínka o osadě Cholay pochází z roku 1153. Ke konci středověku patřil Choulex pánům z Cholay (zbytky obytné věže), vazalům Faucigny. Ve 2. polovině 14. století se ves dostala pod savojskou nadvládu, v níž zůstala až do roku 1798, s výjimkou bernské okupace v letech 1536–1567. V letech 1798–1816 tvořil Choulex s Meinier jednu obec, která byla na základě Turínské smlouvy z roku 1816 začleněna do kantonu Ženeva. Od roku 1153 patřila farnost Choulex převorství Saint-Jean-hors-les-Murs. Obec, která se dlouho vyznačovala zemědělstvím, se ve druhé polovině 20. století postupně stala především rezidenční obcí. 

## Obyvatelstvo
| Vývoj počtu obyvatel | Vývoj počtu obyvatel | Vývoj počtu obyvatel | Vývoj počtu obyvatel | Vývoj počtu obyvatel | Vývoj počtu obyvatel | Vývoj počtu obyvatel | Vývoj počtu obyvatel | Vývoj počtu obyvatel | Vývoj počtu obyvatel | Vývoj počtu obyvatel | Vývoj počtu obyvatel | Vývoj počtu obyvatel |
| -------------------- | -------------------- | -------------------- | -------------------- | -------------------- | -------------------- | -------------------- | -------------------- | -------------------- | -------------------- | -------------------- | -------------------- | -------------------- |
| Rok                  | 1822                 | 1850                 | 1900                 | 1950                 | 1990                 | 2000                 | 2007                 | 2010                 | 2012                 | 2014                 | 2017                 |                      |
| Počet obyvatel       | 430                  | 468                  | 430                  | 462                  | 799                  | 935                  | 1007                 | 1013                 | 1085                 | 1104                 | 1146                 |                      |

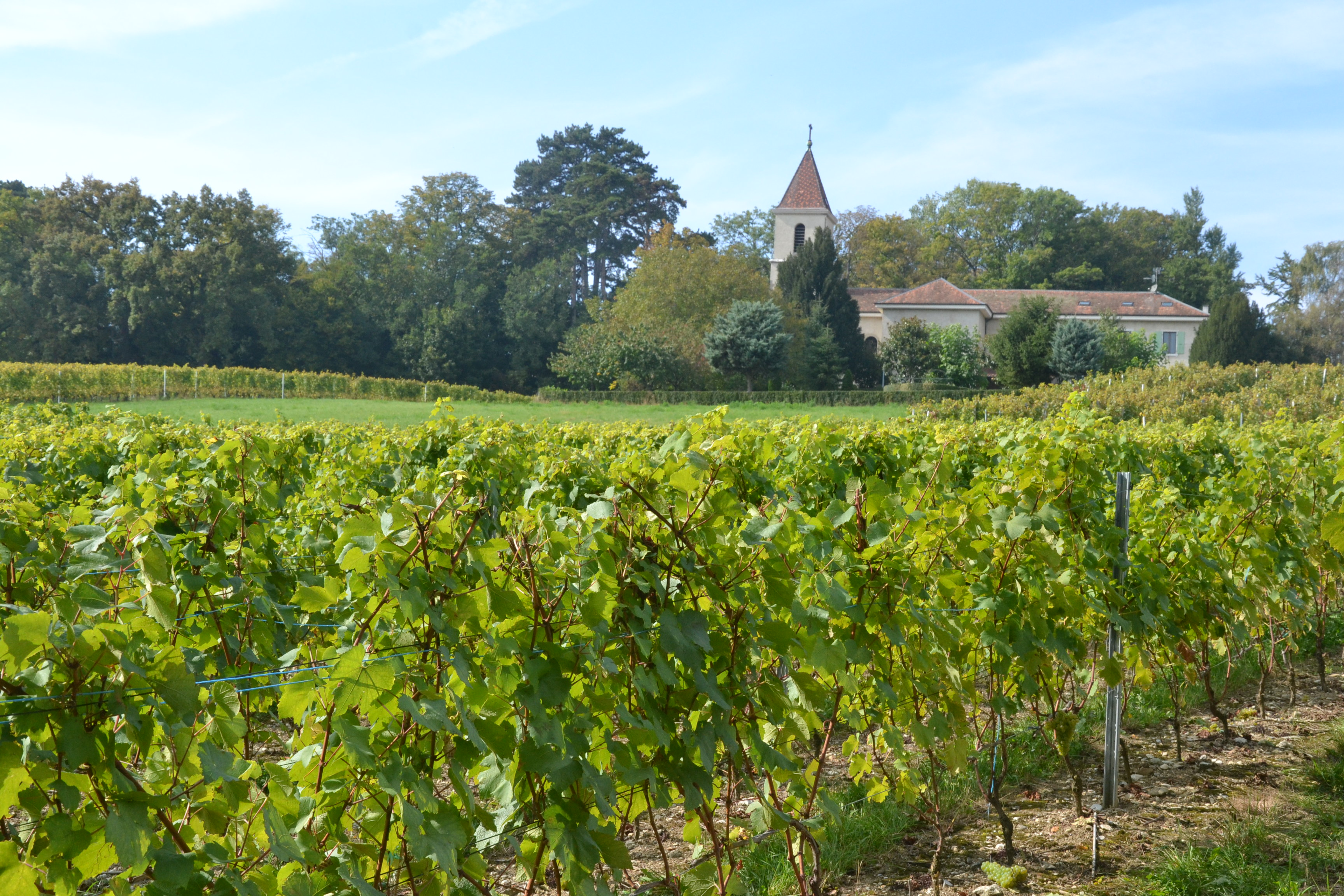
Vinice v Choulex

Většina obyvatel (k roku 2000) hovoří francouzsky (812, tj. 86,8 %), druhým nejčastějším jazykem je angličtina (54, tj. 5,8 %) a třetím němčina (23, tj. 2,5 %).

## Doprava
Choulex je napojen na síť veřejné dopravy autobusovou linkou, kterou provozuje ženevský dopravní podnik Transports publics genevois (TPG). Železnice územím obce neprochází, nejbližší železniční stanice se nachází v Chêne-Bourg na trati Ženeva–Annemasse.